# Polo petrolchimico di Gela

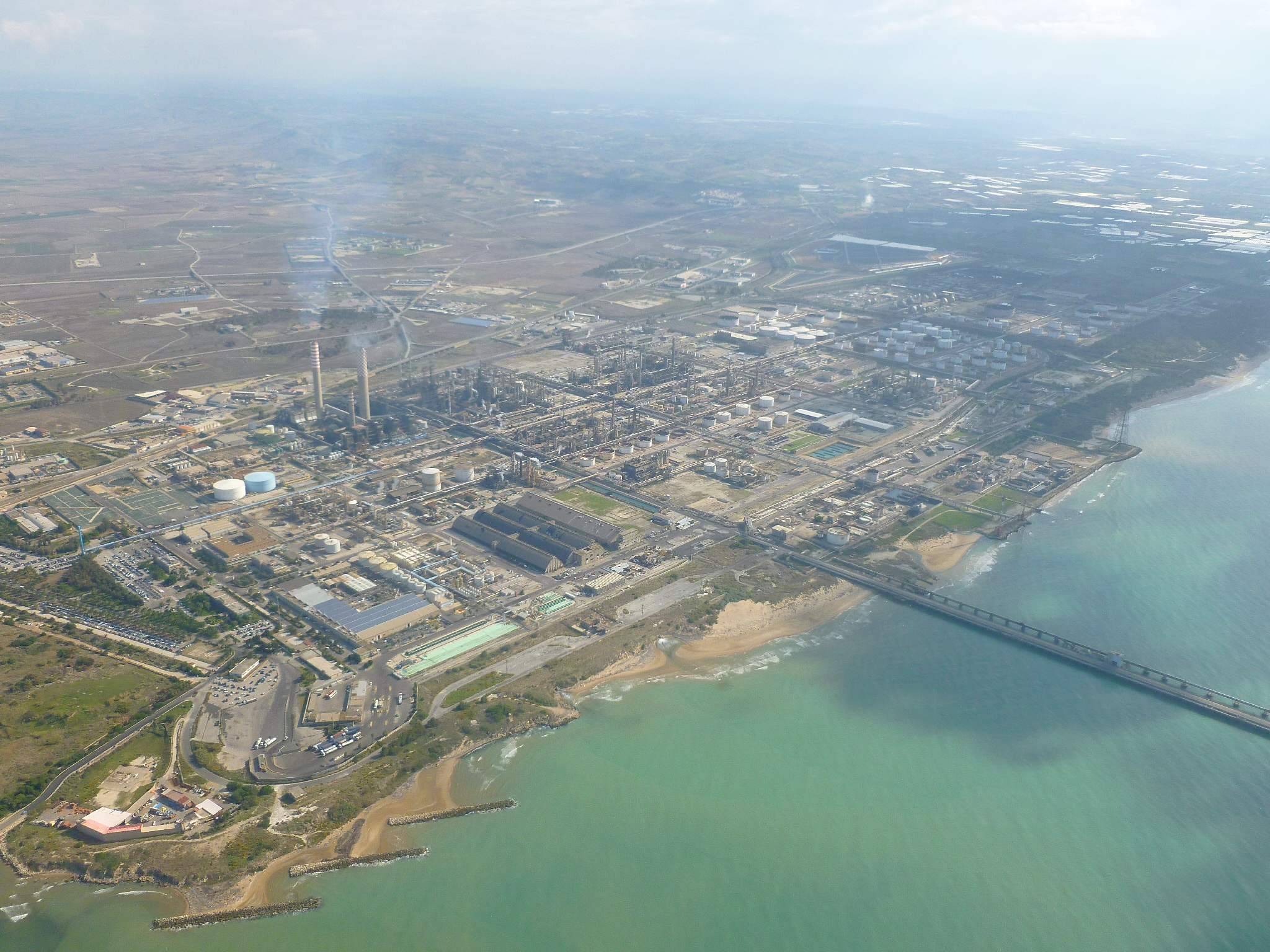
Complesso petrolchimico ENI di Gela nel 2011

Il polo petrolchimico di Gela (chiamata anche Raffineria di Gela o RaGe) è un complesso industriale di raffinazione, trasformazione e stoccaggio degli idrocarburi, nato nel 1963 per iniziativa di Enrico Mattei e realizzato dall'Anic. Nel 2014 si è conclusa la dismissione della raffineria, dopo la chiusura dell'ultimo impianto produttivo chimico nel 2007. A partire dal 2014 l'Eni ha annunciato una riconversione industriale in bioraffineria, attivata nel 2019, e altre attività da fonti rinnovabili anche su terreni bonificati o messi in sicurezza permanente da Eni Rewind.

## La storia
L'ingegner Enrico Mattei progettava di creare un grande polo industriale a Gela allo scopo di sfruttare il petrolio greggio scoperto nell'area gelese, nel vicino ragusano, quello proveniente da altri siti dell'area del Mediterraneo nonché le riserve di gas naturale scoperte nel territorio di Gagliano Castelferrato (Enna). Nel 1960 vennero iniziati i lavori e i primi impianti entrarono in funzione nel 1963, anche se l'inaugurazione avvenne il 10 marzo 1965.

Lo stabilimento nel 1963

Considerato al momento della costruzione uno degli impianti più grandi d'Europa, costituiva un complesso produttivo integrato con un elevatissimo indice di conversione: la capacità di raffinazione del greggio era inizialmente di 3 milioni di tonnellate annue. Con la successiva implementazione degli impianti questa venne portata a 5 milioni di tonnellate.
I momenti di maggiore fervore produttivo e occupazionale furono quello della costruzione e quello tra la fine degli anni sessanta e la prima metà del decennio successivo. A partire dalla metà degli anni settanta, periodo in cui il settore petrolifero subì una grave crisi a livello mondiale, si effettuò la dismissione di numerosi settori ed impianti, fino alla fermata definitiva degli impianti nel 2014.
Dopo aver marciato a regime ridotto per circa un decennio (non oltre il 60-70% della capacità produttiva, corrispondente a due delle tre linee di raffinazione), nel 2012 l'azienda ha disposto la fermata definitiva di due delle tre linee produttive della raffineria, mentre l'ultima fu fermata due anni dopo. Nel 2007 fu chiuso l'ultimo impianto produttivo di tipo chimico, dunque l'attività di raffinazione era l'ultima rimasta attiva nel sito industriale.
Nel 2014 Eni ha comunicato l'avvio di un progetto di riconversione alla produzione di biocarburanti sul modello di quello portato avanti presso la propria raffineria di Venezia a Porto Marghera. Il progetto si lega ad un accordo sottoscritto con la Regione Siciliana e con varie parti sociali, tra cui le organizzazioni sindacali nazionali e territoriali dei chimici e le Rsu, che prevede lo sfruttamento dei giacimenti petroliferi e gassosi presenti nel canale di Sicilia e, in parte, nel sottosuolo dell'isola, e che si presenta come un investimento strategico per la Sicilia, per il sistema energetico nazionale e per la difesa dei livelli occupazionali.
Nell'aprile 2016 è stato avviato il processo di conversione da raffineria tradizionale a bioraffineria, completato dopo tre anni.
La bioraffineria è stata inaugurata nel 2019 ma sono previsti ulteriori interventi, come la realizzazione di un impianto BTU per il pre-trattamento delle biomasse, per aumentare ulteriormente la produzione di biocarburanti da oli vegetali usati e di frittura, grassi animali, alghe e sottoprodotti di scarto e che potrebbe potenzialmente raggiungere il 100% di produzione da materie prime seconde.

## Le produzioni dell'impianto

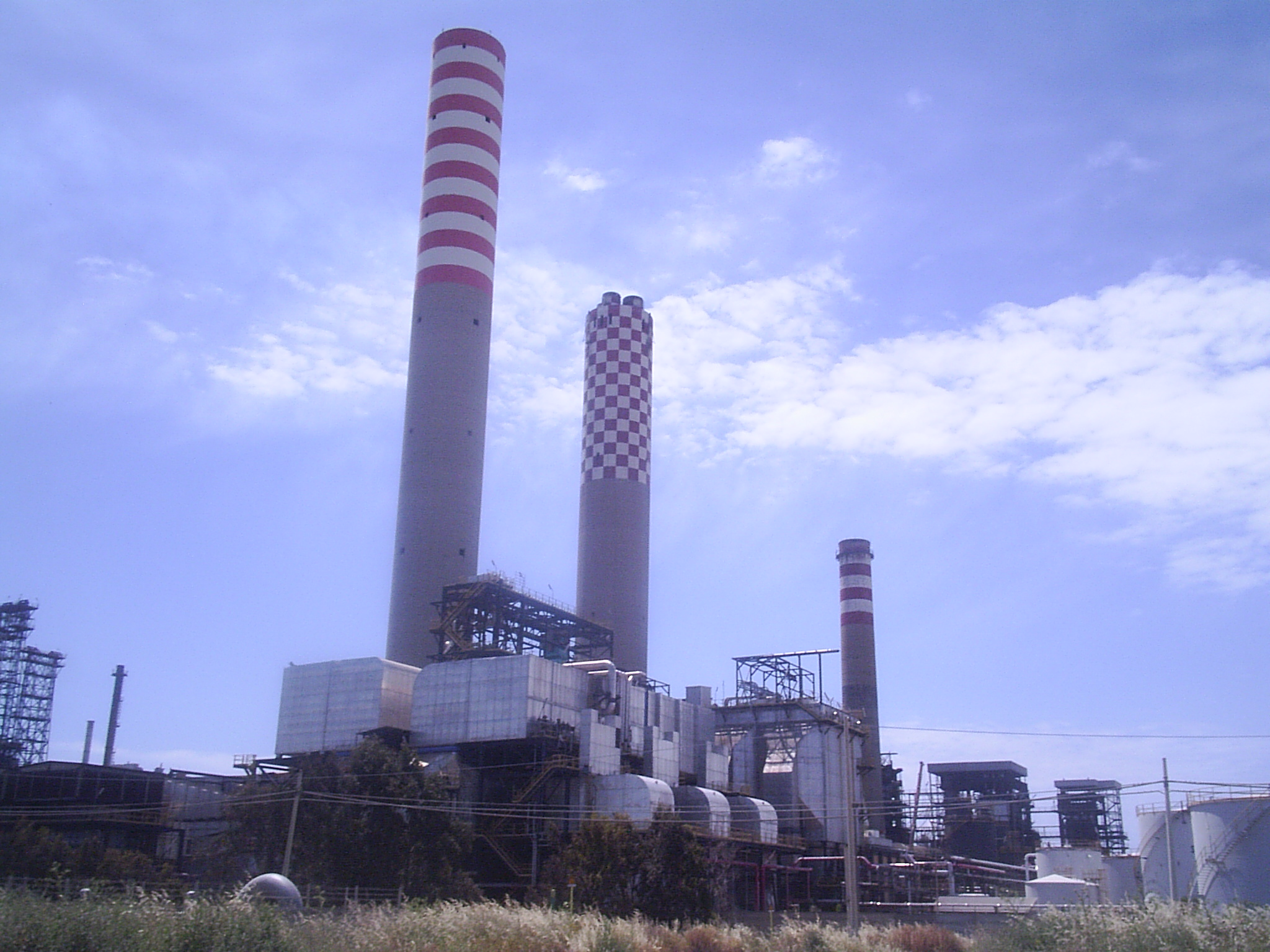
Centrale termoelettrica

Tra le produzioni del sito fino alla dismissione dell"ultimo impianto di tipo chimico (Polimeri Europa) avvenuta nel 2007, erano presenti: fertilizzanti, materie plastiche, benzine, gasoli, oli lubrificanti, carbone, soda caustica, acido cloridrico, acido solforico, additivi, detergenti, solventi, zolfo, pet-coke e molti altri prodotti chimici. All'interno del sito hanno operato anche un grande centro di imbottigliamento e distribuzione di gas, una centrale termoelettrica e grandi impianti per la dissalazione e la depurazione delle acque. In particolare,  all'interno del sito sono presenti 4 impianti di depurazione distinti: il depuratore di tipo industriale che tratta i reflui del petrolchimico e delle adiacenti zone industriali, il depuratore biologico consortile che tratta i reflui di buona parte del centro abitato, l'impianto TAF (Trattamento Acque di Falda) e l'impianto TAS. Questi ultimi continuano ad operare ancora oggi mentre il dissalatore è stato dismesso in due fasi, tra il 2006 ed il 2012. Il dissalatore era composto da 6 moduli di dissalazione, i primi 5 realizzati verso la metà degli anni '70 e l'ultimo nel 2003. Esso riforniva di acqua oltre 300.000 abitanti delle province di Caltanissetta ed Agrigento. 
Il polo di Gela è una delle strutture più innovative d’Europa a livello di economia circolare. Oltre alla bioraffineria, dal 2018 il polo gelese ospita l’impianto pilota Waste to fuel che trasforma i rifiuti organici prodotti nel territorio in acqua e bio olio, con possibilità di estrarre anche una parte di bio metano. L’impianto Waste To Fuel presente nel polo di Gela è in fase di sperimentazione per la realizzazione di nuovi impianti industriali che possano favorire la gestione dei rifiuti anche su larga scala nelle aree metropolitane.
A partire dal 2019 la nuova bioraffineria effettua la produzione di biocarburanti da oli vegetali usati e derivati. La bioraffineria ha una capacità di lavorazione autorizzata fino a 750.000 tonnellate annue.

## Impatto locale
La realizzazione di questo enorme impianto industriale ha avuto un grande impatto di tipo ambientale, economico e socio-culturale per la realtà locale. Sino ai primi anni sessanta Gela era una realtà prettamente agricola e, parzialmente, dedita alle attività pastorizie e pescherecce, mentre al 2019 il polo contava oltre 1000 dipendenti per lo più locali, di cui 426 nella bioraffineria.
A partire soprattutto dalla prima metà degli anni novanta si è registrata una sempre maggiore attenzione nei confronti della limitazione dell'impatto ambientale, ma già negli anni 70 fu costruito un grande impianto di depurazione dei reflui industriali e civili in grado di abbattere l'inquinamento del litorale. Fu, inoltre, costruita una grande ciminiera di 140 metri d'altezza in grado di disperdere i fumi della centrale su un'area più vasta e non direttamente sull'area circostante la fabbrica.
In seguito è stato costruito un impianto in grado di limitare la pericolosità dei fumi emessi dalla stessa centrale e predisposte le attrezzature per evitare che le navi cisterna spurgassero i propri serbatoi scaricando le sostanze di rifiuto oleose in mare. In seguito al sequestro dell'impianto avvenuto nel 2002 è stato promosso il rifacimento dei fondi dei serbatoi, la costruzione di una barriera artificiale nella falda in corrispondenza del litorale e un impianto di depurazione delle acque di falda. Nel 2016 è stata anche completata la messa in sicurezza della discarica di fosfogessi ubicata a nord-est degli impianti.
Al fine di ridurre ulteriormente l'impatto ambientale della raffineria, inoltre, in linea con il processo di decarbonizzazione aziendale, all'interno della zona industriale è stato realizzato nel 2018 un impianto fotovoltaico di 1956 MWh per coprire parte dei consumi energetici del polo.